# Étrappe
Étrappe est une commune française située dans le département du Doubs, la région culturelle et historique de Franche-Comté et la région administrative Bourgogne-Franche-Comté.

## Géographie
La commune s'étend, presque tout entière, sur un plateau qui domine la rive droite du Doubs, au nord de L'Isle-sur-le-Doubs. À partir de cette dernière localité, il convient d'emprunter la Rampe du Gélot, seule voie de communication pour parvenir à cette sorte de « bout du monde ».

### Toponymie
Extrapes, Estrapes en 1140 ; Estrape en 1187 ; Estrapes en 1326.

### Climat
Pour des articles plus généraux, voir Climat de la Bourgogne-Franche-Comté et Climat du Doubs.
En 2010, le climat de la commune est de type climat de montagne, selon une étude du Centre national de la recherche scientifique s'appuyant sur une série de données couvrant la période 1971-2000. En 2020, Météo-France publie une typologie des climats de la France métropolitaine dans laquelle la commune est exposée à un climat semi-continental et est dans la région climatique  Jura, caractérisée par une forte pluviométrie en toutes saisons (1 000 à 1 500 mm/an), des hivers rigoureux et un ensoleillement médiocre. 
Pour la période 1971-2000, la température annuelle moyenne est de 9,6 °C, avec une amplitude thermique annuelle de 17,4 °C. Le cumul annuel moyen de précipitations est de 1 117 mm, avec 12,8 jours de précipitations en janvier et 10,6 jours en juillet. Pour la période 1991-2020, la température moyenne annuelle observée sur la station météorologique de Météo-France la plus proche, « Medière », sur la commune de Médière à 2 km à vol d'oiseau, est de 11,5 °C et le cumul annuel moyen de précipitations est de 1 105,2 mm. 
La température maximale relevée sur cette station est de 40,2 °C, atteinte le 24 juillet 2019 ; la température minimale est de −17 °C, atteinte le 5 février 2012,,. 
Les paramètres climatiques de la commune ont été estimés pour le milieu du siècle (2041-2070) selon différents scénarios d'émission de gaz à effet de serre à partir des nouvelles projections climatiques de référence DRIAS-2020. Ils sont consultables sur un site dédié publié par Météo-France en novembre 2022.

## Urbanisme

### Typologie
Au 1er janvier 2024, Étrappe est catégorisée commune rurale à habitat dispersé, selon la nouvelle grille communale de densité à 7 niveaux définie par l'Insee en 2022.
Elle est située hors unité urbaine. Par ailleurs la commune fait partie de l'aire d'attraction de Montbéliard, dont elle est une commune de la couronne,. Cette aire, qui regroupe 137 communes, est catégorisée dans les aires de 50 000 à moins de 200 000 habitants,.

### Occupation des sols
L'occupation des sols de la commune, telle qu'elle ressort de la base de données européenne d’occupation biophysique des sols Corine Land Cover (CLC), est marquée par l'importance des forêts et milieux semi-naturels (46,8 % en 2018), en augmentation par rapport à 1990 (45,4 %). La répartition détaillée en 2018 est la suivante : 
forêts (46,8 %), zones agricoles hétérogènes (22,7 %), zones urbanisées (11,7 %), terres arables (9,9 %), prairies (9 %). L'évolution de l’occupation des sols de la commune et de ses infrastructures peut être observée sur les différentes représentations cartographiques du territoire : la carte de Cassini (XVIIIe siècle), la carte d'état-major (1820-1866) et les cartes ou photos aériennes de l'IGN pour la période actuelle (1950 à aujourd'hui).

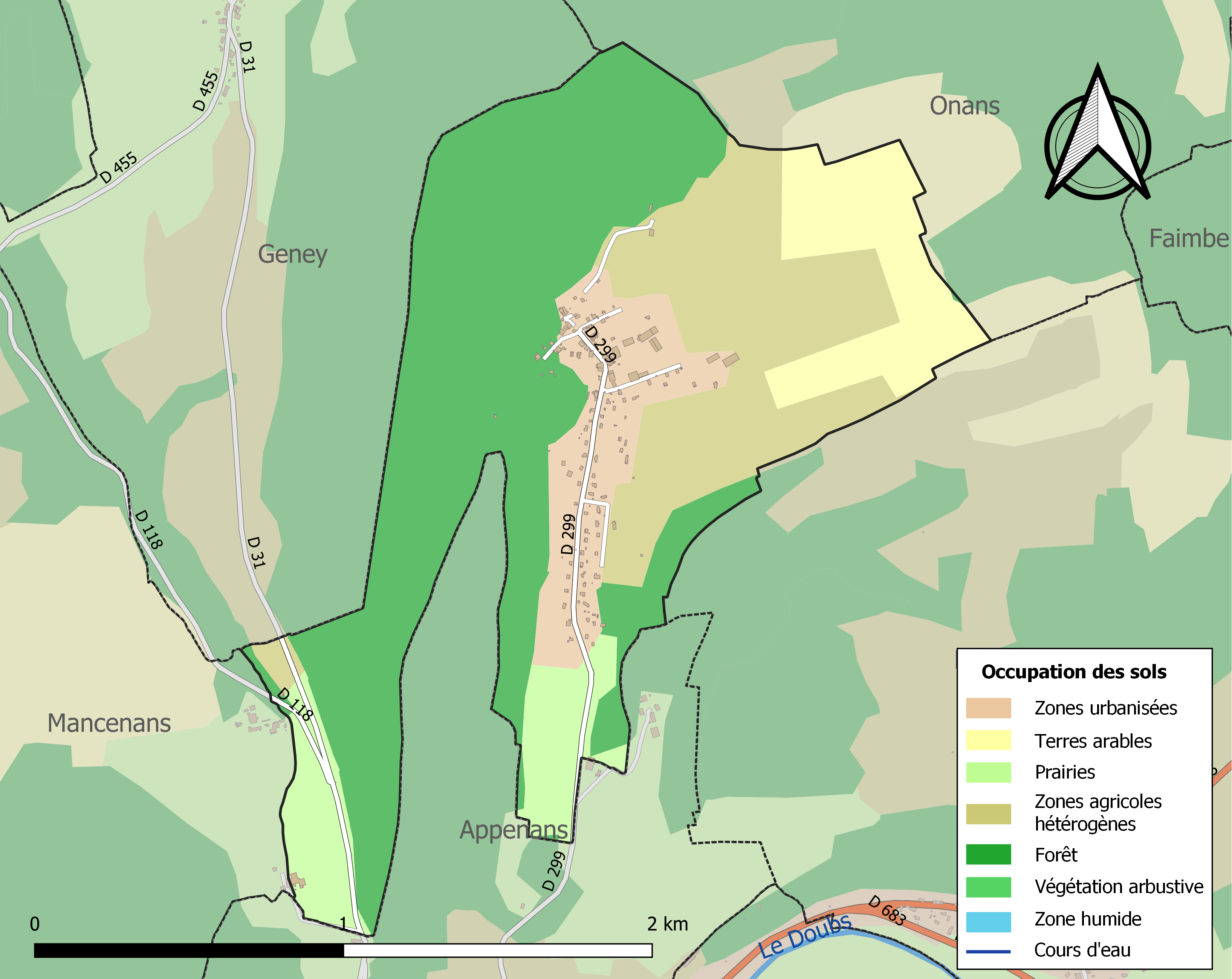
Carte des infrastructures et de l'occupation des sols de la commune en 2018 (CLC).

## Histoire
Du XIIe siècle à la Révolution, l'histoire d'Étrappe se confond avec celle de l'Abbaye de Lieu-Croissant, abbaye cistercienne fondée en 1133, appelée aussi des Trois Rois, pour la relique du pouce de l'un des trois Rois Mages qu'elle gardait pieusement. Si ce qui reste des bâtiments conventuels se situe actuellement sur la commune voisine de Mancenans, le moulin de l'abbaye, lui, est sur le territoire d'Étrappe.
Les plus anciennes familles sont : Sancey, Beaudrey, Gaudard.

## Politique et administration
{

## Démographie
L'évolution du nombre d'habitants est connue à travers les recensements de la population effectués dans la commune depuis 1793. Pour les communes de moins de 10 000 habitants, une enquête de recensement portant sur toute la population est réalisée tous les cinq ans, les populations de référence des années intermédiaires étant quant à elles estimées par interpolation ou extrapolation. Pour la commune, le premier recensement exhaustif entrant dans le cadre du nouveau dispositif a été réalisé en 2006.

En 2022, la commune comptait 204 habitants, en évolution de −4,23 % par rapport à 2016 (Doubs : +1,88 %, France hors Mayotte : +2,11 %).
| 1793 | 1800 | 1806 | 1821 | 1831 | 1836 | 1841 | 1846 | 1851 |
| ---- | ---- | ---- | ---- | ---- | ---- | ---- | ---- | ---- |
| 144  | 121  | 138  | 136  | 144  | 164  | 171  | 174  | 176  |

| 1856 | 1861 | 1866 | 1872 | 1876 | 1881 | 1886 | 1891 | 1896 |
| ---- | ---- | ---- | ---- | ---- | ---- | ---- | ---- | ---- |
| 172  | 137  | 139  | 134  | 129  | 156  | 124  | 122  | 116  |

| 1901 | 1906 | 1911 | 1921 | 1926 | 1931 | 1936 | 1946 | 1954 |
| ---- | ---- | ---- | ---- | ---- | ---- | ---- | ---- | ---- |
| 107  | 100  | 96   | 82   | 82   | 76   | 70   | 66   | 71   |

| 1962 | 1968 | 1975 | 1982 | 1990 | 1999 | 2006 | 2011 | 2016 |
| ---- | ---- | ---- | ---- | ---- | ---- | ---- | ---- | ---- |
| 72   | 67   | 100  | 160  | 165  | 161  | 177  | 196  | 213  |

| 2021 | 2022 | - | - | - | - | - | - | - |
| ---- | ---- | - | - | - | - | - | - | - |
| 209  | 204  | - | - | - | - | - | - | - |

## Lieux et monuments
- Ancienne fontaine et lavoir en mauvais état appelé « fontaine romaine ».
- Sur le chemin qui conduit à Geney, on peut encore voir deux tilleuls plantés à la Révolution française.
- En direction des fontaines à gauche avant la mairie, on découvre une bâtisse du XVIIe siècle « l'ancien tribunal ».
- Au point le plus haut du plateau d'Etrappe on découvre toute la chaîne du Lomont ainsi que les premières montagnes du Jura suisse. Au premier plan ce qu'il reste des forêts de pin sylvestre du Paradis.

Inauguration le 29 septembre 2007 des nouvelles infrastructures et surtout de la nouvelle fontaine.
La commune a la particularité de n'avoir ni église ni cimetière.